# Trombopoëse
Trombo(cyto)poëse is het deel van de bloedvorming waarbij, in het rode beenmerg uit een hemapoëtische multipotente stamcel, trombocyten (bloedplaatjes) worden gevormd. Bij de deling van een stamcel ontstaan niet twee dochtercellen, maar een nieuwe stamcel en een voorloper van een bloedplaatje.
Allereerst wordt een megakaryoblast gevormd, waaruit een megakaryocyt ontstaat, de voorloper van de trombocyt.

## Megakaryoblast

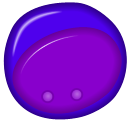
Megakaryoblast

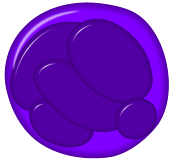
Promegakaryocyt

De trombopoëse begint bij de mens wanneer in het beenmerg een unipotente hematopoetische stamcel receptoren begint te vormen voor het hormoon trombopoëtine, dat in de lever en nieren aangemaakt wordt. Deze cel gaat nu over in een megakaryoblast. Onder invloed van het hormoon trombopoëtine gaat de megakaryoblast, zonder kern- of celdeling, het DNA meerdere keren verdubbelen. Er ontstaat eerst een promegakaryocyt, waaruit een reuscel met een doorsnee van meer dan 100 μm en met veel chromosoomparen gevormd wordt, de polyploïde megakaryocyt. De megakaryoblast heeft een intensief blauw cytoplasma.

## Megakaryocyt

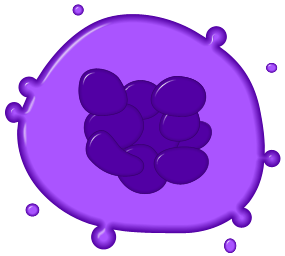
Megakaryocyt

Megakaryocyten zijn de grootste cellen in het beenmerg met een doorsnede van 35 – 160 μm. Deze cellen hebben een goed ontwikkeld golgiapparaat, vele mitochondriën, een goed ontwikkeld ruw endoplasmatisch reticulum, vele ribosomen en lysosomen. De megakaryocyt gaat door met het verdubbelen van het DNA totdat er maximaal 128 chromosomenparen gevormd zijn. Vanaf het stadium met 8 chromosomenparen snoeren er delen van de cel af. De afgesnoerde cytoplasmadelen worden proplaatjes genoemd. Een megakaryocyt vormt 6-8 proplaatjes, die elk op hun beurt ongeveer 1.000 trombocyten vormen, zodat uiteindelijk uit één megakaryocyt ongeveer 4.000 – 8.000 trombocyten gevormd worden.
Storingen bij de trombocytopoëse geeft trombocytopenie (gebrek aan bloedplaatjes) of trombocytose (te veel bloedplaatjes). Een voortdurende trombocytenoverproduktie (meer dan 600.000/μl) wordt essentiële trombocytose genoemd.

## Overzichthematopoëtische stamcelrode beenmerg
| Hematopoëse            | Hematopoëse          | Hematopoëse            | Hematopoëse | Hematopoëse | Hematopoëse | Hematopoëse | Hematopoëse | Hematopoëse     | Hematopoëse    |
| ---------------------- | -------------------- | ---------------------- | ----------- | ----------- | ----------- | ----------- | ----------- | --------------- | -------------- |
| Leukopoëse             | Leukopoëse           | Leukopoëse             | Leukopoëse  | Leukopoëse  | Leukopoëse  | Leukopoëse  | Leukopoëse  | Erytropoëse     | Trombopoëse    |
| Myeloblast             | Myeloblast           | Myeloblast             | Monoblast   | Lymfoblast  | Lymfoblast  | Lymfoblast  |             | Pro-erytroblast | Megakaryoblast |
| Myeloblast             | Myeloblast           | Myeloblast             | Monoblast   | Lymfoblast  | Lymfoblast  | Lymfoblast  | Erytroblast |                 | Megakaryoblast |
| Myeloblast             | Myeloblast           | Myeloblast             | Monoblast   | Lymfoblast  | Lymfoblast  | Lymfoblast  | Normoblast  |                 | Megakaryoblast |
| Promyelocyt            | Promyelocyt          | Promyelocyt            | Monocyt     | Lymfocyt    | Lymfocyt    | Lymfocyt    | Reticulocyt | Megakaryocyt    |                |
| Neutrofiele granulocyt | Basofiele granulocyt | Eosinofiele granulocyt | Macrofaag   | B-cel       | T-cel       | NK-cel      | Mastocyt    | Erytrocyt       | Trombocyt      |